# Sars-et-Rosières
Sars-et-Rosières település Franciaországban, Nord megyében. Lakosainak száma 613 fő (2022. január 1.). Sars-et-Rosières Rosult, Beuvry-la-Forêt, Brillon, Landas és Tilloy-lez-Marchiennes községekkel határos.

## Népesség
A település népessége az elmúlt években az alábbi módon változott:
| Lakosok száma | 548  | 558  | 580  | 588  | 598  | 608  | 618  | 617  | 613  |
|               | 2013 | 2015 | 2016 | 2017 | 2018 | 2019 | 2020 | 2021 | 2022 |